# Byung-Chul Han
Byung-Chul Han (kor. Pyŏng-ch'ŏl Han), född 1959 i  Seoul, är en koreansk-tysk filosof och författare, verksam som professor i filosofi och kulturvetenskap vid Universität der Künste i Berlin.
I sin aktuella forskning arbetar Byung-Chul Han bland annat med samhällets växande "transparens" eller "genomlysning" i samband med Internet och teknikutvecklingen. I Transparenzgesellschaft beskriver Han utvecklingen mot större öppenhet som ett uttryck för det ekonomiska systemets tendens att göra alla individer maximalt tillgängliga för marknadskrafterna. Trycket att frivilligt publicera personliga intima uppgifter online gränsar enligt Han till pornografi, och skapar i förlängningen ett totalitärt system av öppenhet som undertrycker andra sociala värden, till exempel skam, förtrolighet och tillit. Han argumenterar för att återskapa en kultur som präglas av tillit, och understryker vikten av hemligheter för att kunna fatta strategiska och därmed politiska beslut.
I "Trötthetssamhället" (Müdigkeitsgesellschaft, sv. övers. 2013) skriver Han om det postmoderna, digitaliserade samhället som ett "prestationssamhälle", ställt i kontrast till Foucaults "disciplinsamhälle". Det tvång som präglade det gamla disciplinsamhället har ersatts med imperativet "du kan". Det systemiska våld som utövades i disciplinsamhället skapade galningar och förbrytare, jämfört med prestationssamhället som skapar misslyckade och deprimerade människor. Samtidsmänniskans tillvaro kännetecknas av multitasking och ett överskott av intryck, vilket inte beskrivs som ett civilisatoriskt framsteg, utan som en regression – multitasking präglar livsvillkoren för vilda djur, som av rena överlevnadsskäl måste ha en ständig bred men ytlig uppmärksamhet. Som motmedel mot de problem och sjukdomar som karaktäriserar det moderna samhället med hyperaktivitet och ständiga fokusväxlingar, vill Han lyfta fram den djupa kontemplationen och ledan, i anknytning till Peter Handke.